# 陽イオン交換容量
陽イオン交換容量（ようイオンこうかんようりょう、Cation Exchange Capacity、CEC）とは、一定量の土壌が保持できる陽イオンの量。

## 概要
土壌中の粘土および腐植などは、マイナスに荷電しており、陽イオンを引き付ける力がある。そのため、陽イオン（カルシウム、マグネシウム、カリウム、ナトリウム、アンモニウム、水素など）を吸着し保持する。一般的に、この容量が大きいほど養分の保持力が大きいといわれ、肥沃土の高い土壌である。

## 単位
かつては、meq/100gが使われていたが、現在はSI基本単位とSI接頭語により表すことになったため、cmol(+)・kg−1となった。

## 土壌ごとの値
- 砂丘未熟土：数cmol(+)・kg−1程度
- 灰色低地土：10〜20cmol(+)・kg−1程度
- 黒ボク土：20〜50cmol(+)・kg−1程度
- 褐色森林土：20cmol(+)・kg−1程度
- ラテライト：数cmol(+)・kg−1以下

## 石灰の施用
石灰の施用は、土壌pHが低い場合に行われるが、CECの値が大きい場合には多量に施用しないとなかなかpHが上がらないが、CECが低い場合には少量でpHが上昇するので注意が必要である。